# Тимофеевка (Усадское сельское поселение)
Тимофеевка — деревня в Высокогорском районе Республики Татарстан. Часть Усадского сельского поселения.

## История
В 1930 году Тимофеевка входила в Дубъязский район.

## География
Деревня расположена на реке Сула. Расстояние по автодороге до районного центра Высокая Гора — 7 км.

## Население
В 2010 году население деревни составляло 397 человек.